# Mongolische Eishockeyliga
Die Mongolische Eishockeyliga (mongolisch Монгол хоккейн лигийн) ist die höchste Eishockeyliga in der Mongolei.

## Geschichte
Die mongolische Eishockeyliga wurde 1994 gegründet und wird seither jährlich ausgetragen. Der Großteil der Mannschaften kommt aus der Landeshauptstadt Ulaanbaatar. Rekordmeister sind gemeinsam mit jeweils vier Titeln die Mannschaft aus dem Hauptstadtbezirk Baganuur sowie Eermel Ulaanbaatar. Aus dem Spielerpool der mongolischen Eishockeyliga wird ein Großteil der Spieler für die mongolische Eishockeynationalmannschaft rekrutiert.

## Meister
- 2017: Baganuur
- 2016: Changarid Erdenet
- 2015: Xasiin Xulguud
- 2014: Changarid Erdenet
- 2013: Otgon Od Ulaanbaatar
- 2012: Saluus San Ulaanbaatar
- 2011: Baganuur[1]
- 2010: Changarid Erdenet[2]
- 2009: Otgon Od Ulaanbaatar
- 2008: Otgon Od Ulaanbaatar
- 2007: Otgon Od Ulaanbaatar
- 2006: Baganuur
- 2005: Baganuur
- 2004: Baganuur
- 2003: Wirtschaftsuniversität Ulaanbaatar
- 2002: Wirtschaftsuniversität Ulaanbaatar[3]
- 2001: Wirtschaftsuniversität Ulaanbaatar
- 2000: Baganuur
- 1999: Eermel Ulaanbaatar
- 1998: Eermel Ulaanbaatar
- 1997: Darchan
- 1996: Schariin Gol
- 1995: Eermel Ulaanbaatar
- 1994: Eermel Ulaanbaatar

## Resultate

### Saison 2001

#### Hauptrunde
|    | Klub                               | Sp | S | U | N | Tore   | Punkte |
| -- | ---------------------------------- | -- | - | - | - | ------ | ------ |
| 1. | Wirtschaftsuniversität Ulaanbaatar | 10 | 9 | 0 | 1 | 126:35 | 18     |
| 2. | Schariin Gol                       | 10 | 8 | 0 | 2 | 83:42  | 16     |
| 3. | Baltika Ulaanbaatar                | 10 | 6 | 0 | 4 | 69:57  | 12     |
| 4. | Darchan                            | 10 | 4 | 0 | 6 | 49:84  | 8      |
| 5. | Baganuur                           | 10 | 2 | 0 | 8 | 43:75  | 4      |
| 6. | Otgon Od Ulaanbaatar               | 10 | 1 | 0 | 9 | 33:103 | 2      |

#### Playoffs
Halbfinale
- Wirtschaftsuniversität Ulaanbaatar – Darchan 2:0 (4:3, 9:2)
- Schariin Gol – Baltika Ulaanbaatar 2:0 (6:2, 9:5)

Spiel um Platz 3
- Darchan – Baltika Ulaanbaatar 5:4

Finale
- Wirtschaftsuniversität Ulaanbaatar – Schariin Gol 8:0

### Saison 2002

#### Hauptrunde
|    | Klub                               | Sp | S | U | N | Tore  | Punkte |
| -- | ---------------------------------- | -- | - | - | - | ----- | ------ |
| 1. | Schariin Gol                       | 4  | 4 | 0 | 0 | 25:18 | 8      |
| 2. | Wirtschaftsuniversität Ulaanbaatar | 4  | 3 | 0 | 1 | 29:11 | 6      |
| 3. | Darchan                            | 4  | 2 | 0 | 2 | 17:21 | 4      |
| 4. | Baganuur                           | 4  | 0 | 1 | 3 | 12:21 | 1      |
| 5. | Otgon Od Ulaanbaatar               | 5  | 0 | 1 | 4 | 13:24 | 1      |

#### Zweite Saisonphase
|    | Klub                               | Sp | S | U | N | Tore  | Punkte |
| -- | ---------------------------------- | -- | - | - | - | ----- | ------ |
| 1. | Wirtschaftsuniversität Ulaanbaatar | 4  | 3 | 1 | 0 | 20:11 | 7      |
| 2. | Schariin Gol                       | 5  | 2 | 1 | 1 | 23:17 | 5      |
| 3. | Baganuur                           | 4  | 2 | 0 | 2 | 12:21 | 4      |
| 4. | Darchan                            | 4  | 1 | 0 | 3 | 15:22 | 2      |
| 5. | Otgon Od Ulaanbaatar               | 4  | 1 | 0 | 3 | 13:24 | 2      |

#### Playoffs
Halbfinale
- Schariin Gol – Baganuur 2:1 (4:7, 7:3, 7:4)
- Wirtschaftsuniversität Ulaanbaatar – Darchan 2:1 (2:3, 8:3, 9:1)

Finale
- Wirtschaftsuniversität Ulaanbaatar – Schariin Gol 7:0

### Saison 2004/05

#### Hauptrunde
|    | Klub                               | Punkte |
| -- | ---------------------------------- | ------ |
| 1. | Baganuur                           | 6      |
| 2. | Otgon Od Ulaanbaatar               | 6      |
| 3. | Wirtschaftsuniversität Ulaanbaatar | 4      |
| 4. | Schariin Gol                       | 4      |
| 5. | Changarid Erdenet                  | 0      |

#### Zweite Saisonphase
|    | Klub                               | Punkte |
| -- | ---------------------------------- | ------ |
| 1. | Baganuur                           | 6      |
| 2. | Otgon Od Ulaanbaatar               | 6      |
| 3. | Schariin Gol                       | 5      |
| 4. | Wirtschaftsuniversität Ulaanbaatar | 2      |
| 5. | Changarid Erdenet                  | 1      |

#### Playoffs
Halbfinale
- Baganuur – Wirtschaftsuniversität Ulaanbaatar 2:1 (7:4, 4:5, 8:4)
- Otgon Od Ulaanbaatar – Schariin Gol 2:1 (5:6, 6:5, 6:3)

Spiel um Platz 3
- Schariin Gol – EU Ulaanbaatar 5:4

Finale
- Baganuur – Otgon Od Ulaanbaatar 4:3

### Saison 2005/06

#### Hauptrunde
|    | Klub                   | Sp | S | U | N | Tore  | Punkte |
| -- | ---------------------- | -- | - | - | - | ----- | ------ |
| 1. | Changarid Erdenet      | 10 | 8 | 1 | 1 | 57:31 | 17     |
| 2. | Baganuur               | 10 | 6 | 1 | 3 | 47:34 | 13     |
| 3. | Bilegtkhuu Ulaanbaatar | 10 | 4 | 2 | 4 | 40:45 | 10     |
| 4. | Otgon Od Ulaanbaatar   | 10 | 4 | 1 | 5 | 50:49 | 9      |
| 5. | Schariin Gol           | 10 | 3 | 2 | 5 | 42:43 | 8      |
| 6. | Darchan                | 10 | 1 | 1 | 8 | 41:80 | 3      |

#### Playoffs
Halbfinale
- Changarid Erdenet – Otgon Od Ulaanbaatar 2:0 (6:4, 6:5)
- Baganuur – Bilegtkhuu Ulaanbaatar 2:1 (3:4, 5:2, 7:5)

Spiel um Platz 3
- Otgon Od Ulaanbaatar – Bilegtkhuu Ulaanbaatar 4:2

Finale
- Baganuur – Changarid Erdenet 6:3